# 지품초등학교
지품초등학교는 대한민국 경상북도 영덕군 지품면 신안리에 있는 공립 초등학교다.

## 학교 연혁
- 1931년 4월 15일 지품공립보통학교 개교(설립인가 3월 3일, 4년제)
- 일자미상 지품국민학교 용덕분교장 설립 인가
- 1963년 5월 1일 용덕분교장 개교
- 일자미상 지품국민학교 속곡분교장 설립 인가
- 1965년 6월 20일 속곡분교장 개교
- 1981년 3월 1일 병설유치원 개원
- 1991년 2월 28일 용덕분교장 폐교 및 본교 통폐합
- 1992년 2월 28일 속곡분교장 폐교 및 본교 통폐합
- 1992년 3월 1일 낙평국민학교 분교장 격하 편입
- 1994년 9월 1일 오천국민학교 분교장 격하 편입
- 1995년 3월 1일 낙평분교장·오천분교장 폐교 및 본교 통폐합
- 1995년 10월 26일 급식소 및 교실 1실 증축
- 1996년 3월 1일 지품초등학교 개칭
- 1996년 3월 4일 학교급식 실시
- 1999년 9월 1일 원전초등학교 폐교 및 본교 통폐합, 지품초·중 통합
- 2009년 3월 1일 초ㆍ중 공동교육과정 시범학교 운영(2009~2010)
- 2010년 11월 4일 도지정 교육과정 시범학교 운영보고회
- 2012년 2월 17일 지품초.중학교 초.중.고 통합운영학교 운영 우수교 선정(교육과학기술부장관상)
- 2012년 12월 24일 2012년 작은학교가꾸기 사업 최우수교
- 2012년 12월 27일 제5회 경북 edu Top 공모전(감동교육부문)수상
- 2013년 1월 17일 2012 지품초ㆍ중학교 통합운영 우수교 선정(교육과학기술부장관상)
- 2013년 2월 5일 2012 영덕교육실적 우수교(인성교육 운영부문)
- 2014년 3월 1일 제34대 김덕일 교장 취임, 본교 6학급 편성
- 2015년 2월 13일 제81회 5명 졸업(총 4,442명)
- 2015년 3월 1일 본교 5학급 편성

## 학교 상징
- 교화 - 목련화 : 우아하면서도 그윽하고 청초한 기상은 성실 근면함과 순결무구한 기상을 상징함
- 교목 - 은행나무 : 굵고 곧은 줄기는 힘차게 자라는 어린이의 상이며, 긴 수명은 본교의 영원·무궁함을 상징함